# Calgary, Skottland
Calgary är en by i Kilninian and Kilmore, på ön Isle of Mull, Argyll and Bute, Skottland. Byn är belägen 13 km från Tobermory. Det har ett hotell och ger sitt namn till Calgary i Kanada.